# Solotuša
Pour l’article homonyme, voir Solotuša (rivière).
Solotuša (en serbe cyrillique : Солотуша) est un village de Serbie situé dans la municipalité de Bajina Bašta, district de Zlatibor. Au recensement de 2011, il comptait 866 habitants.
Solotuša est située à 10 km au sud de Bajina Bašta. À proximité du village se trouvent les ruines de la forteresse médiévale de Solotnik.

## Démographie

### Évolution historique de la population
| 1948  | 1953  | 1961  | 1971  | 1981  | 1991  | 2002  | 2011 |
| ----- | ----- | ----- | ----- | ----- | ----- | ----- | ---- |
| 2 129 | 2 178 | 2 079 | 1 784 | 1 553 | 1 273 | 1 066 | 866  |

|  |